# Лопуш
Лопуш (рос. Лопушь) — село в Вигоницькому районі Брянської області Російської Федерації.
Населення становить 1183 особи. Входить до складу муніципального утворення Вигоницьке міське поселення.

## Історія
Від 2005 року входить до складу муніципального утворення Вигоницьке міське поселення.

## Населення
| 2010 | 2013  |
| ---- | ----- |
| 1171 | ↗1183 |